# Tragia glabrescens
Tragia glabrescens là một loài thực vật có hoa trong họ Đại kích. Loài này được Pax miêu tả khoa học đầu tiên năm 1894.